# 野毛大塚古墳
野毛大塚古墳（のげおおつかこふん）は、東京都世田谷区野毛にある古墳。形状は帆立貝式古墳。東京都指定史跡に指定され、出土品は国の重要文化財に指定されている。

## 立地
世田谷区野毛1丁目の玉川野毛町公園内、武蔵野台地上の標高約30-33メートルのところにある。存在は江戸時代後期から知られていて、東大塚の名で呼ばれていた。その後、上野毛古墳あるいは等々力ゴルフリンクス古墳と呼称された。丸子川沿いの荏原台古墳群を代表する古墳。周辺には多くの古墳が分布している。

## 古墳概要
全長82メートル、直径66メートル、高さ11メートルの円墳に小さな前方部が付いた帆立貝式古墳（ほたてがいしきこふん）としては日本国内でも有数の規模を誇る。1897年（明治30年）に発掘調査がおこなわれ、石棺が見つかった。このときに見つかった多量の副葬品は、帝国博物館（後の東京国立博物館）に収蔵された。
墳丘では葺石・埴輪を確認している。周りに馬蹄形の溝（周壕）がめぐらされている。
また、後円部に埋葬用の棺が4基あり、その第1主体部は割竹型の木棺は長さ8.2メートル、幅0.8～0.6メートルの細長く、その中から短甲（たんこう）、冑（かぶと）、頸甲（あかべよろい）、肩甲、鉄剣、直刀19振り、鉄鏃25本以上、鉄製刀子、鉄鎌、銅鏡（内向花文鏡）、銅釧（どうくしろ）刀子・手斧などの石製模造品19点、竪櫛30点以上、玉類2000点以上、靫（ゆき）ないし矢筒などで出土した。
箱式石棺からは勾玉・管玉・臼玉・鉄刀・剣・甲冑片などの武器・武具、玉類などのほか、滑石によってつくられた多種多様で大量の器具類が副葬品として納められていることを確認した。滑石製模造器具は、石履、石の台・坏・盤・甑・斧、233点におよぶ石製の刀子などである。刀子は14形式に分類されるなど、5世紀代古墳の示標となる考古資料となった。
これら調査成果は後藤守一によって1936年（昭和11年）によって報告書のかたちでまとめられている。
東京都の史跡であり、世田谷区遺跡番号127でもある。

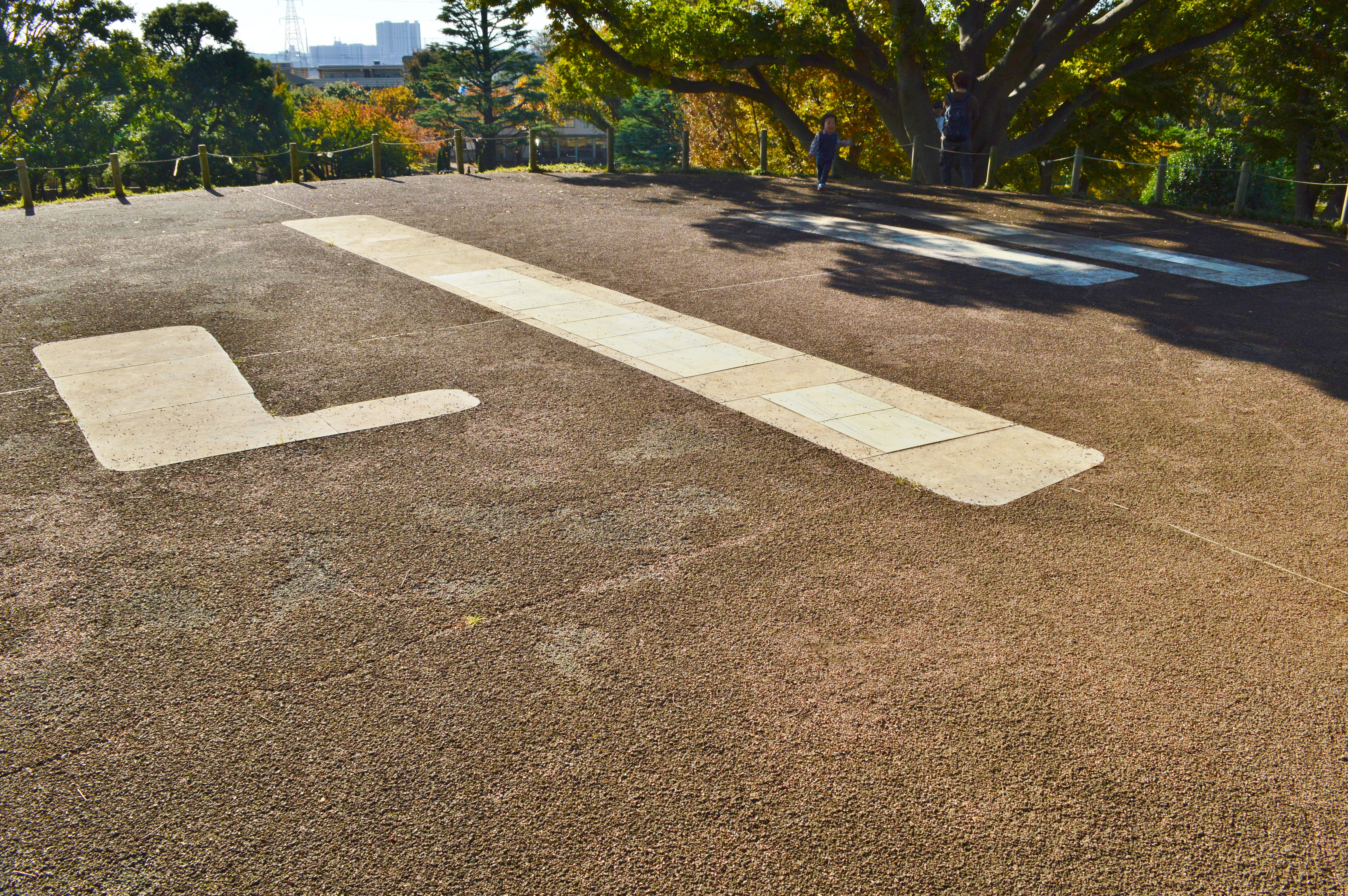
主体部（左から第2・第1・第3主体部）
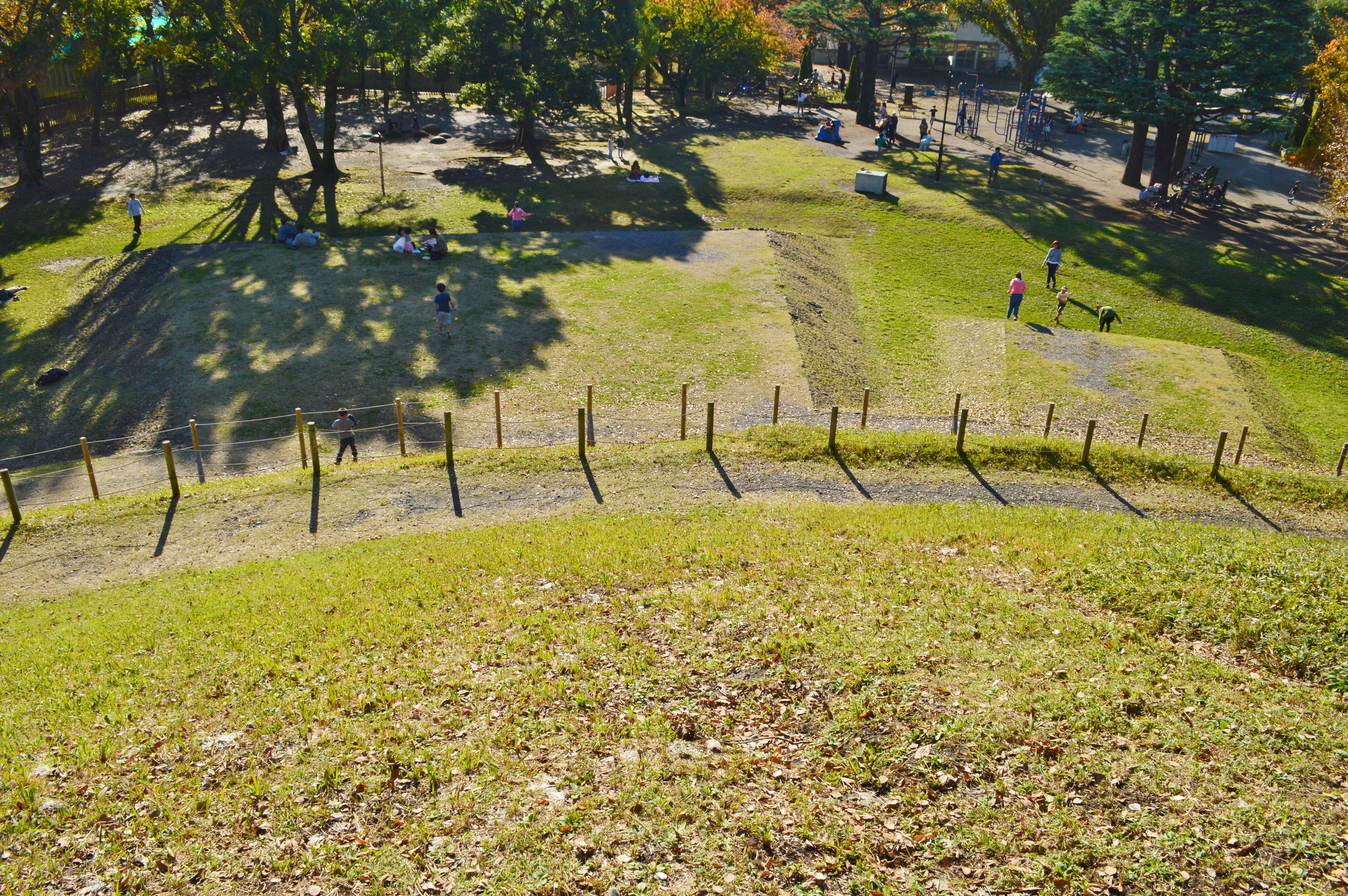
前方部（左）と造出（右）
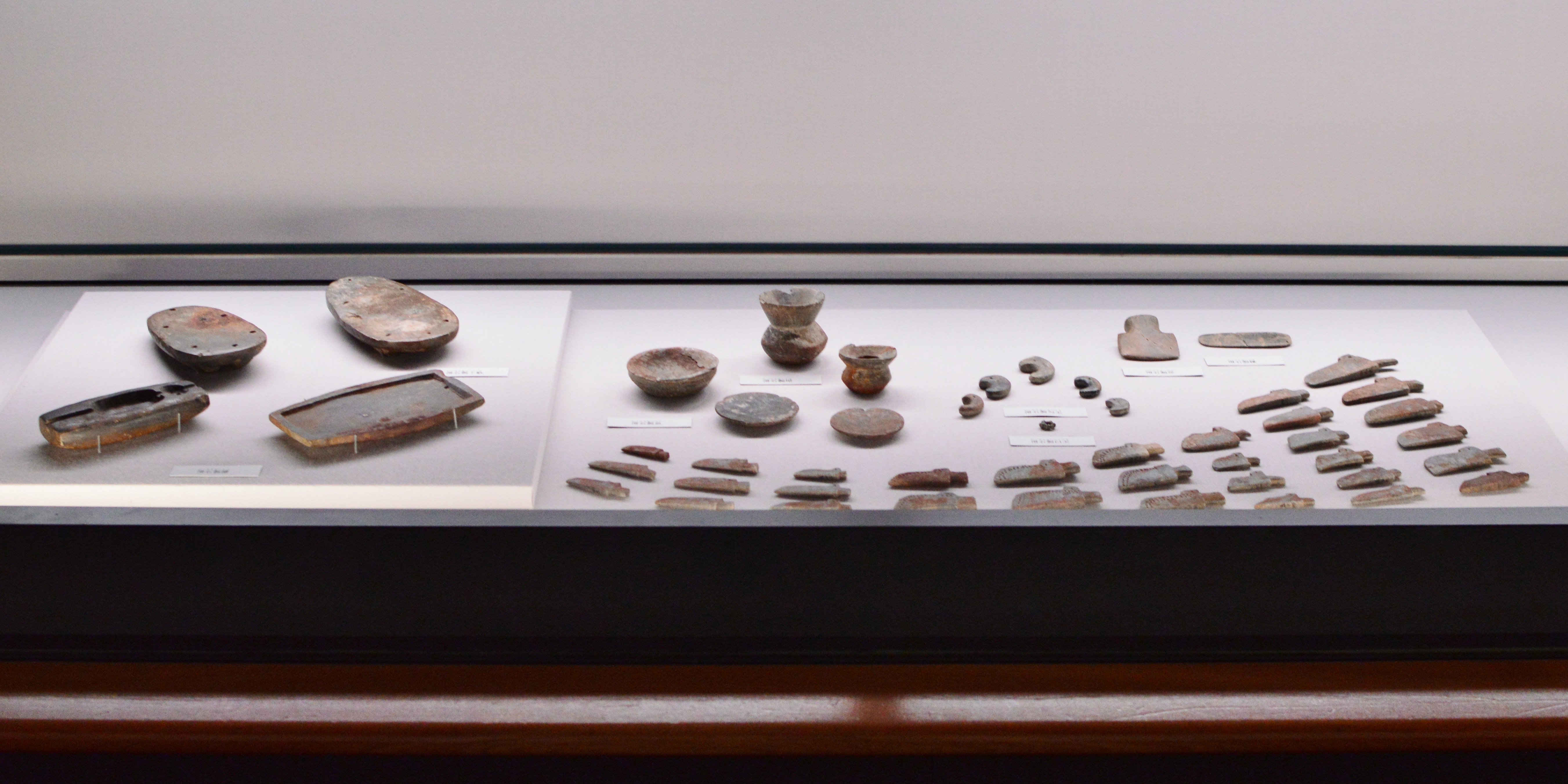
出土品 東京国立博物館展示。
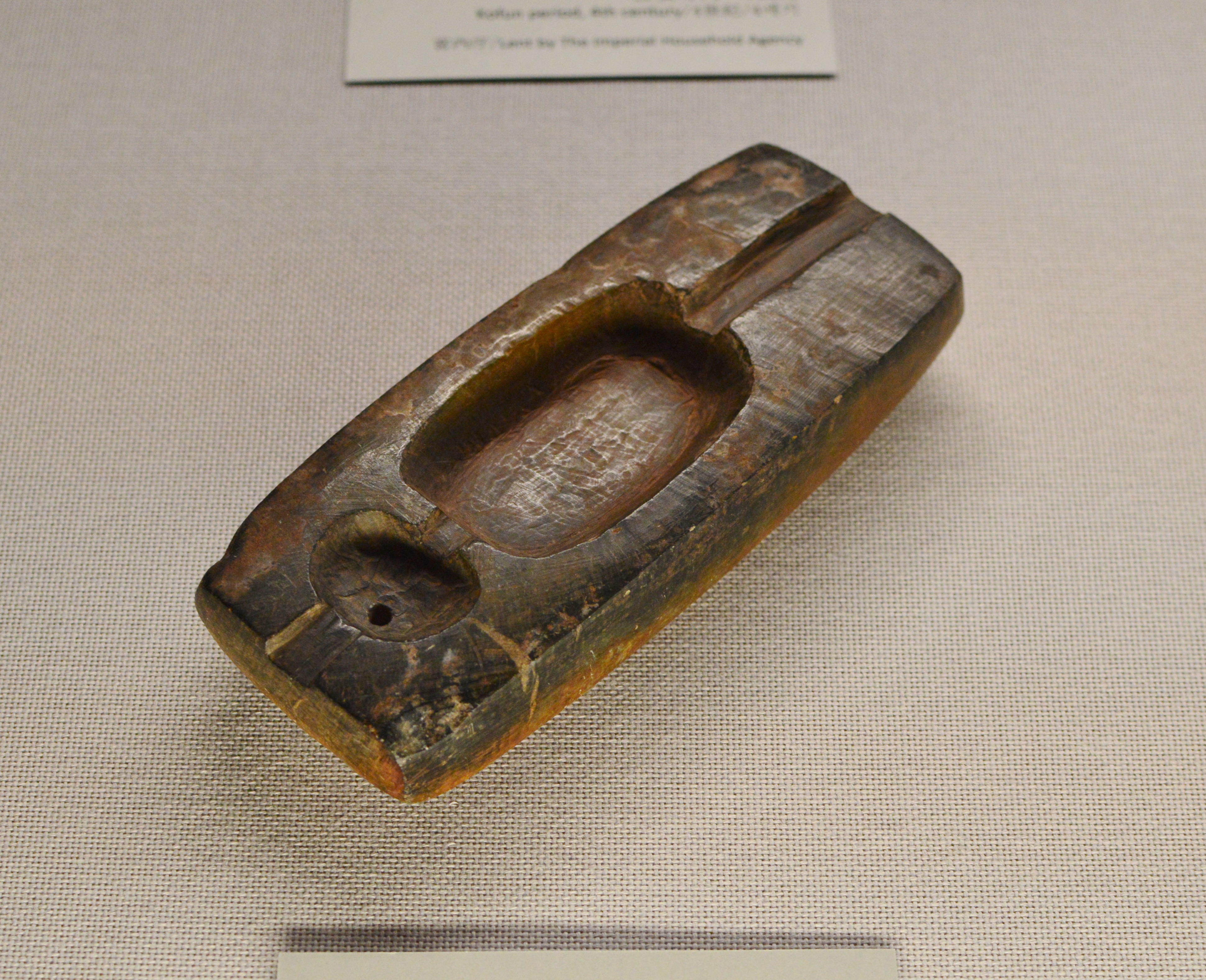
石製槽 東京国立博物館展示。
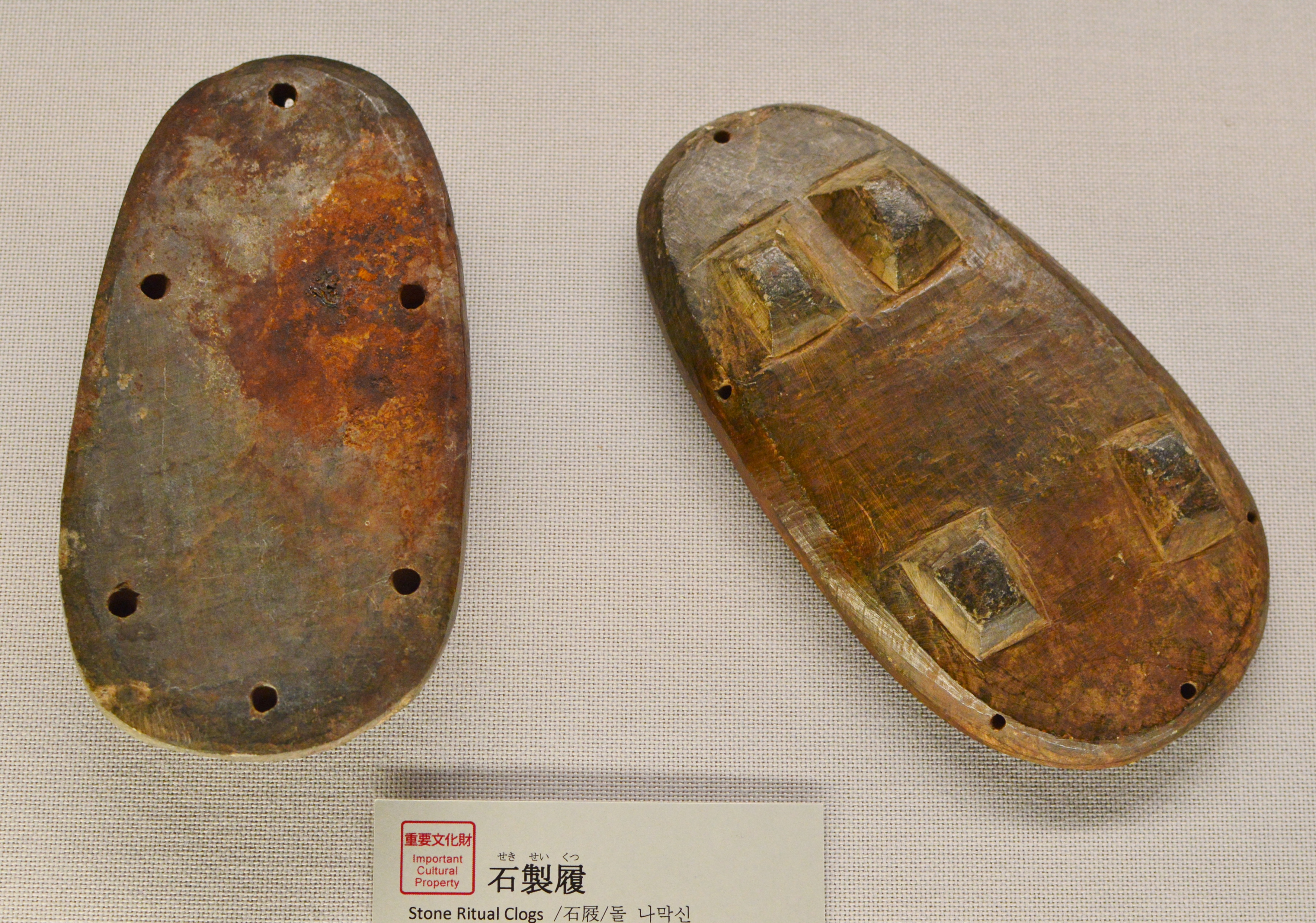
石製履 東京国立博物館展示。

## 文化財

### 重要文化財（国指定）
- 東京都野毛大塚古墳出土品（考古資料） - 明細は後出。所有者は世田谷区。世田谷区立郷土資料館保管。2016年（平成28年）8月17日指定[5][6]。
- 東京都野毛大塚古墳出土品（考古資料） - 明細は後出。所有者は国立文化財機構。東京国立博物館保管。2017年（平成29年）9月15日指定[7][8][9]。

世田谷区所有分
- 鉄製品 41点
- 青銅製品 2点
- 石製模造品 19点
- 玉 32点
- 竪櫛 20点

（以上第一主体部出土）
- 玉 2点

（以上第二主体部出土）
- 鉄製品 159点
- 石製模造品 14点

（以上第三主体部出土）
- 鉄製品 2点、水晶丸玉 2点

（以上第四主体部出土）
- 附 埴輪残欠 11点
- 附 須恵器残欠 3点
- 附 土師器高坏 4点

（以上墳丘出土）
東京国立博物館保管分
- 石製模造品 248点
- 鉄製品残欠 9点
- 玉 29点

（以上第二主体部出土）
- 附 円筒埴輪残欠 1点

（墳丘出土）

### 東京都指定文化財
- 史跡
  - 野毛大塚古墳 - 1952年（昭和27年）11月3日に東京都指定旧跡に指定、1975年（昭和50年）2月6日に東京都指定史跡に変更[3]。

なお、2001年（平成13年）3月5日に出土品2967点が「野毛大塚古墳主体部出土品」（宇奈根考古資料室・世田谷区立郷土資料館保管）として東京都指定有形文化財（考古資料）に指定されていたが、2016年（平成28年）8月17日の国の重要文化財指定に伴い指定解除されている。

## その他
- 世田谷野毛郵便局の風景印には野毛大塚古墳が使われている[11]。